# Осетијски војни пут
42° 40′ 57.79″ N 43° 43′ 37.68″ E / 42.6827194° С; 43.7271333° И
Осетијски војни пут (рус. Вое́нно-Осети́нская доро́га, груз. Грузији ოსეთის სამხედრო გზა, осет. Ира хӕстон фӕндаг) је историјски назив пута преко главног кавкаског гребена, који повезује град Кутаиси у Грузији и железничку станицу Дарг-Кох (Северна Осетија-Аланија). Пут су градиле руске царске власти у периоду 1854. до 1897.
Пут је дуг 275 километара. Пролази долинама река Рионе и Ардона, с тим да прелази преко гребана Великог Кавказа. Највиши прелаз на путу је Мамисонски прелаз (2.911 м). Саобраћај на Осетијском војном путу зависи од времена у планинском подручју.
Административно пут је подељен у три секције: Владикавказа - Алагир - Мамисон прелаз (Русија), Гуршеви (Јужна Осетија) и Кутаиси - Ткибули - Они (Грузија). 
Друмски транспорт је изгубио свој значај изградњом Транскавкаских ауто-пута.